# Pile o'Sápmi

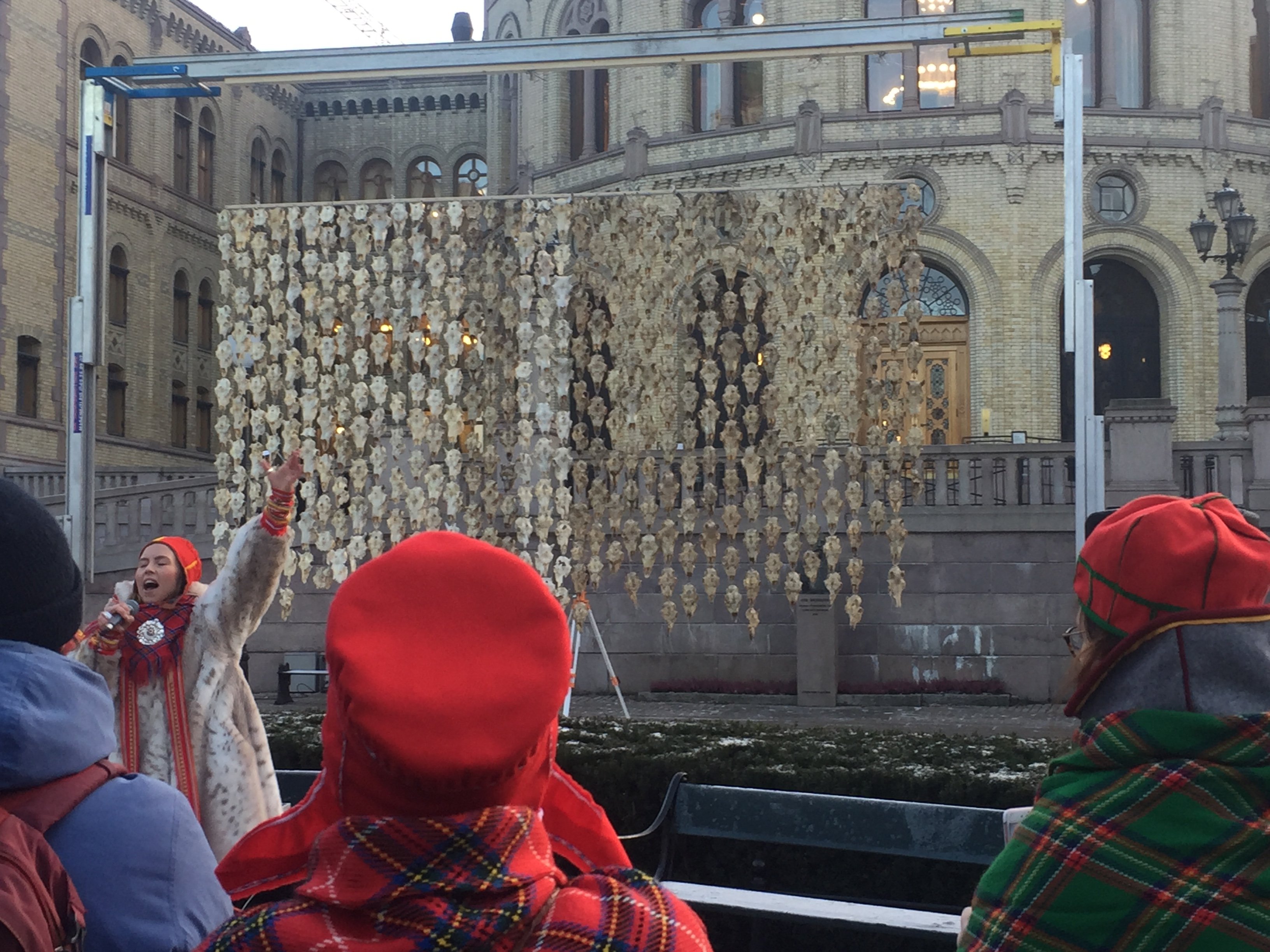
Manifestation, avec la chanteuse Sofia Jannok, devant Pile o'Sápmi et le Storting à Oslo, en décembre 2017.

Pile o'Sápmi est une installation de l'artiste plasticienne samo-norvégienne Máret Ánne Sara. 
Pile o´Sápmi est une œuvre artistique qui a été réalisée à titre de manifestation et en tant que symbole du massacre forcé de rennes par l'État dans le Finnmark. L'artiste Maret Anne Sara a installé son travail devant le tribunal de première instance de l'Indre Finnmark en février 2016, tandis que son frère, Jovsset Ante Sara, était poursuivi en justice contre l'État dans la lutte pour ses droits. Pile o´Sápmi a évolué parallèlement pour devenir un mouvement artistique interdisciplinaire au sein duquel Sara a fait appel à des artistes pertinents pour promouvoir le débat.
L'installation Pile o'Säpmi est réalisée avec quelques variantes de 2016 à 2017. Toutes contiennent un grand nombre de crânes de rennes où un trou en plein front témoigne de leur mise à mort par balle. L'œuvre est une réflexion sur le différend juridique (toujours en cours en janvier 2019) opposant Jovsset Ánte Sara, le frère cadet de Máret Ánne Sara, à l'État norvégien concernant la taille autorisée du troupeau de rennes du jeune éleveur dans le West Finnmark. 

## L'œuvre d'art

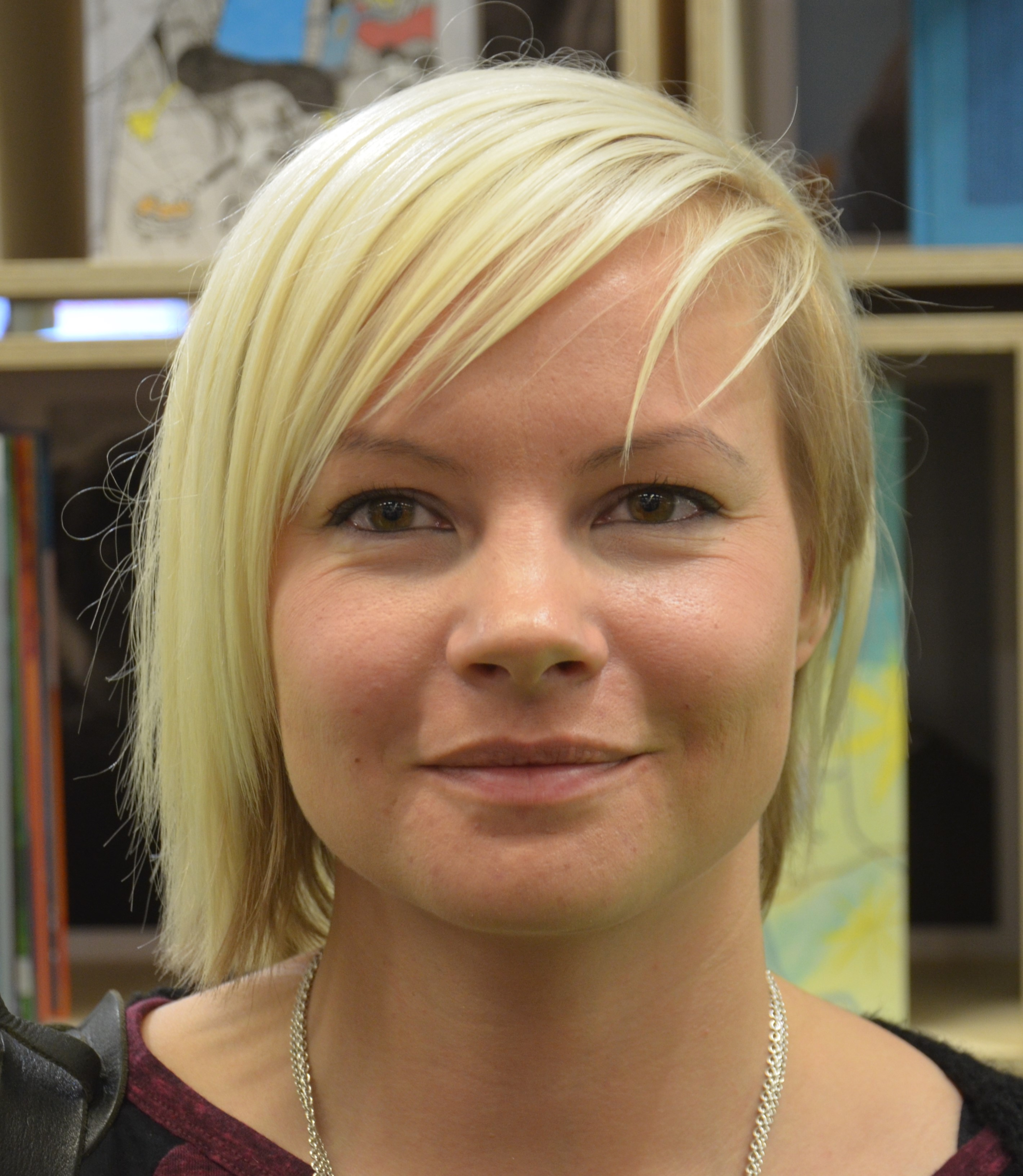
Máret Ánne Sara.

La première Pile o'Sápmi a été présentée par Ánne Sara devant l'Inner Finnmark Tingrett à Tana Bru en février 2016. Il consistait en une pile de 200 crânes de rennes surmontés d'un drapeau norvégien. 
Une autre variante de 2016, Pile o 'Sápmi - Shouts from Shit Flow est composée de 150 crânes de rennes. 
Une troisième variante a été présentée à la documenta 14 à Athènes et à Cassel en 2017. D'une dimension de 450 × 200 cm, l'œuvre consistait en un rideau de crânes de rennes montés sur un support en fil métallique, de colliers en porcelaine en cendre de renne composés de deux cents parties de pieds de rennes, de deux caissons lumineux présentant des photographies et de deux vitrines avec le Reindriftsloven (la loi sur l'élevage des rennes) et des extraits des documents judiciaires du conflit entre Jovsset Ánte Sara et l'État norvégien. 
Le rideau composé de 400 crânes de rennes a été mis en place sous le nom de Pile o 'Sápmi Supreme en décembre 2017 à l'extérieur du Storting à Oslo. Cette œuvre d'art a été achetée en 2018 par le Musée national de l'Art, de l'Architecture et du Desig d'Oslo.

## Le différend
En 2010, Jovsset Ánte Sara reprend une partie des droits d'élevage de rennes dans le district de pâturage de rennes 20 Fálá et commence la constitution d'un troupeau de rennes dans la zone d'élevage de Vest-Finnmark. Deux ans plus tard, l'administration publique pour l'élevage des rennes de l'époque décide que le nombre de rennes dans le Finnmark devait diminuer afin de remédier aux problèmes de surpâturage supposés exister dans le comté. 
Chaque district d'élevage de rennes est divisé en plusieurs groupes d'élevage de rennes. Selon la loi de 2007 sur l'élevage des rennes, les districts sont autorisés à laisser pâturer un certain nombre de rennes. Dans ce cas, à partir de 2012/2013, 1 700 rennes dans le troupeau de printemps pour le  secteur de pâturage de rennes 20 Fálá, dont fait partie Ánte Sara, qui, en mars 2012, comptait 3 105 rennes. Il incombe principalement au district d'élevage des rennes de déterminer les quotas entre la loi sur l'élevage des rennes, mais cela n'a pas été convenu en interne sur la répartition de la réduction du nombre de rennes. Par conséquent, en février 2013, la direction de l'élevage du renne du gouvernement a pris des décisions détaillées en matière de réduction, ce qui, pour Jovsset Ánte Sara, signifiait que son troupeau, encore loin d'être constitué, serait réduit de 150 à 75 têtes. Cela signifierait que le nombre de rennes serait nettement inférieur au niveau d'exploitation rentable. 
Après le rejet de l'appel, Jovsset Ánte Sara a poursuivi l'État norvégien en mai 2015 et a obtenu gain de cause devant le tribunal de première instance de l'Indre Finnmark en mars 2016. Le tribunal a estimé que la décision de réduire le nombre de rennes constituait une violation de la protection de la propriété en vertu de la Convention européenne de sauvegarde des droits de l'homme et des libertés fondamentales. L'État a interjeté appel devant la cour d'appel de Hålogaland à Tromsø, qui l'a rejeté en mars 2017. La Haute Cour a fondé sa décision sur les règles de protection des minorités de population énoncées dans la Convention des Nations unies sur les droits civils et politiques et sur son évaluation selon lesquelles il n'était pas possible de gérer financièrement l'élevage de rennes avec seulement 75 animaux. 
L'État a ensuite fait appel par l'intermédiaire du procureur général devant la Cour suprême, à Oslo. Le verdict a été rendu en décembre 2017, qui a donné raison à l'État. La Cour suprême a estimé que la décision de décimation n'enfreignait pas les droits d'Ánte Sara au titre de la Convention des Nations unies sur les droits civils et politiques (article 27) ou du Protocole n ° 1, article 1 de la Convention européenne. 
En juillet 2018, Jovsset Ánte Sara fait appel auprès de la commission des droits de l'homme des Nations unies à Genève. Avant que l'affaire ne soit renvoyée à la justice, la Direction de l'agriculture avait émis une nouvelle injonction en octobre 2018 concernant l'abattage du troupeau de rennes avant le 31 décembre 2018. Le troupeau de rennes, qui compte maintenant 350 animaux serait réduit à 75 rennes. 
La question a été soulevée par des députés de l'opposition au Storting en décembre 2018, exigeant que la mise en œuvre du massacre attende la décision de la Commission des Nations unies à ce sujet. Cependant, la majorité du Storting était divisée. 
En janvier 2019, la Commission des droits de l'homme des Nations unies, qui se réunit trois fois par an, n'avait pas encore soulevé la question.

## L'origine du nom de l'œuvre d'art

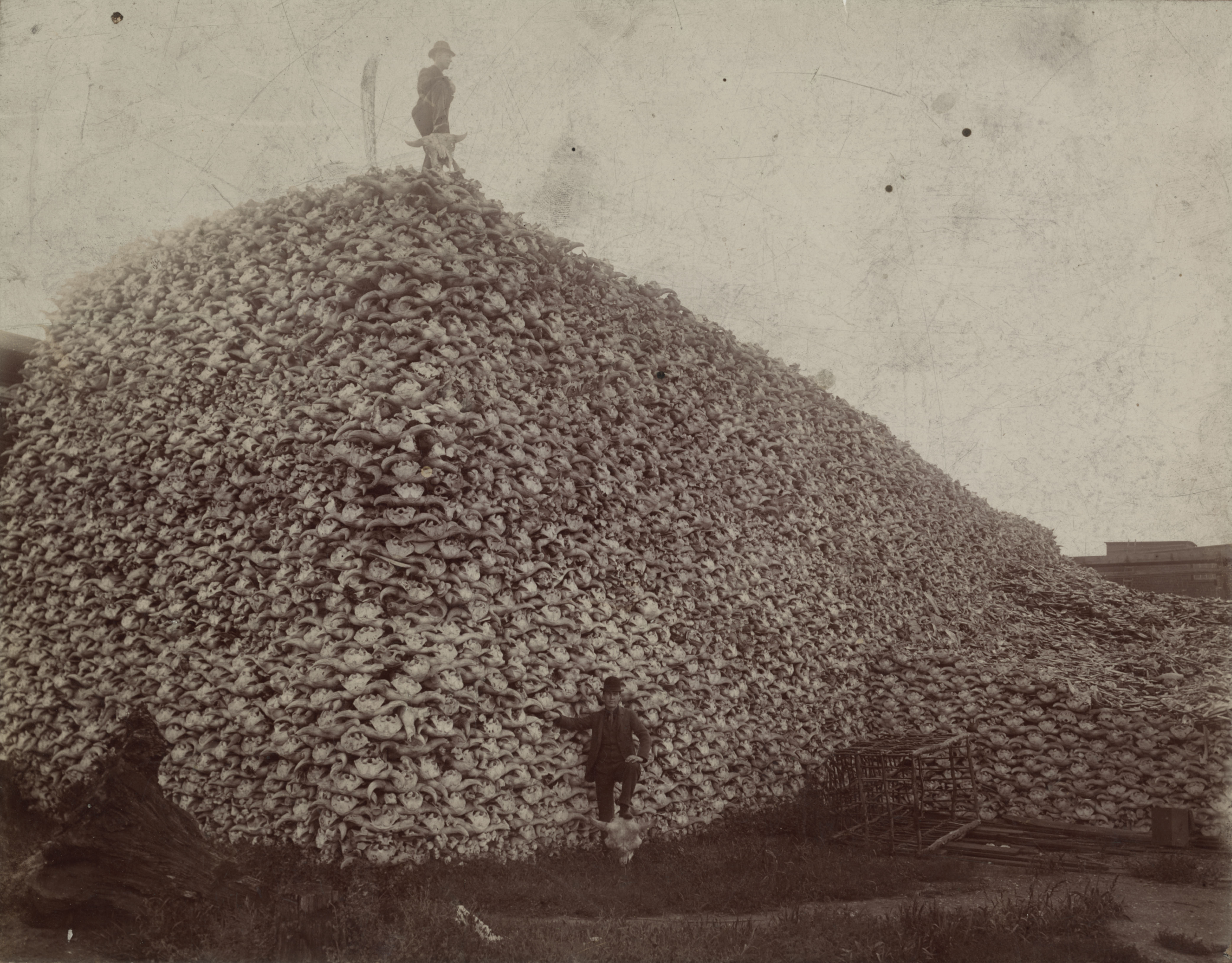
Des crânes de bison attendent une transformation industrielle chez Michigan Carbon Works à Rogueville (banlieue de Detroit). Les os sont transformés pour être utilisés comme colle, engrais, teinture, encre, ou sont brûlés pour créer un charbon (le noir animal), élément important du raffinage du sucre.

Pile o'Sápmi est nommé d'après Pile o'Bones (sv), un endroit sur la Wascana Creek (en) dans la ville canadienne actuelle de Regina (province de la Saskatchewan), où, jusqu'au début des années 1880, les Indiens Cree (ou Cris) empilaient les os et les restes des bisons tués. Les Indiens Cree ont appelé l'endroit « Oskana-Ka-asateki », ce qui signifie « l'endroit où les os sont empilés ». 
Les os étaient empilés dans des motifs circulaires spécifiques au bord de la rivière. D'après cette coutume, il y avait une notion selon laquelle les bisons ne quitteraient pas la zone qui abritait les restes de leurs proches. Après la colonisation de la prairie par des immigrants blancs, ces ossements de bisons ont été transportés vers l'est jusqu'à la fin du XIXe siècle pour être transformées en engrais, et sous forme de charbon de bois (le noir animal) en tant que pigment (« moelle osseuse ») pour la teinture des textiles et la crème pour chaussures, ainsi que pour la purification et la décoloration du sucre raffiné.

## Sources
- (en) Site officiel de l'œuvre
- Máret Anne Sara, diseuse de vérité, Samantha Deman, artshebdomedias.com, 12 décembre 2017
- Un Sami affronte l'État norvégien pour sauver ses rennes, Anne-Françoise Hivert, Le Monde, 15 décembre 2017
- L'art poing levé des Samis, Jean-Louis Olive, artshebdomedias.com, 10 décembre 2017
- (sv) Nasjonalmuseet kjøper politisk verk av den samiske kunstneren Máret Ánne Sara [Le Musée national acquiert les œuvres politiques de l'artiste sami Máret Ánne Sara], communiqué de presse du Musée national du 26 avril 2018
- (en) À propos de Pile o'Sápmi, sur le site web de Máret Ánne Sara
- (sv) Dette er Jovsset Ánte Sara-saken [L'affaire Jovsset Ánte Sara], NRK Sápmi du 11 décembre 2018.